# ジョブ型雇用
ジョブ型雇用（ジョブがたこよう）とは、企業が職務内容とスキル、経験、資格などを限定して従業員を採用する雇用形態。対比となる雇用形態は、メンバーシップ型雇用。

## 概要
ジョブ型雇用は、元々欧米の世界で主流の雇用形態であったが、日本人の働き方の多様化や、時代の変化、経済情勢の混迷、雇用の先行き不安、新しい人事制度、中途採用、多くの企業での相次ぐ人員削減、早期退職、希望退職の広がりとともに日本企業でも注目されるようになった。
「ジョブ型雇用」と対比する形で、従来、日本企業で長く採用されてきた雇用形態は「メンバーシップ型雇用」と呼ばれる。
メンバーシップ型雇用は、企業が職種や職務内容を限定せずに新卒者を20代で一括採用し、会社の業務命令の下で彼らを職務ごとにローテーション（配置転換）しながら様々な仕事の経験を積ませて企業内で出世していく仕組みである。この雇用形態では、従業員は企業の倒産等が起きない限りは定年まで安定して雇用されつづける。
しかし、それは、雇用の流動性を阻み、それほど優秀でない人材、専門性の低い人材が企業に集まり、仕事のできる優秀な人材が企業をやめて他の企業に転職する弊害が生まれた。また、外資系の企業では、優秀な人材は入社年次に関係なく、その仕事の結果で評価し、高い報酬を与える仕組みができている。
このままでは、日本企業には、専門性の高い優秀な人材が集まりにくくなり、それは日本企業の国際競争力の低下につながる恐れがでてきた。
2020年、日本経済団体連合会（経団連、当時の会長は日立製作所の中西宏明）は「2020年版 経営労働政策特別委員会報告」を公表し、日本の新しい雇用制度として、「ジョブ型雇用」の導入を提言した。
いっぽうでジョブ型雇用は「解雇権乱用の法理」が定着し新卒者の育成を企業に委ねている日本社会には導入が困難であるうえ、経営環境の変化が激しくイノベーションが求められる時代には適合しないという指摘もある。

## 導入企業の例
- 日立製作所[5]
- KDDI
- 富士通

- 資生堂
- パナソニックホールディングス
- 双日
- 三菱ケミカル

## 関連書籍
- 『ジョブ型雇用社会とは何か: 正社員体制の矛盾と転機』 (岩波新書 新赤版)」（濱口 桂一郎 (著)、岩波書店、2021年9月21日)
- 『経営者が知っておくべき ジョブ型雇用のすべて』（白井正人 (著)、ダイヤモンド社、2021年7月7日)
- 『「自営型」で働く時代―ジョブ型雇用はもう古い！』（太田肇（著）、プレジデント社、2023年11月4日）